# دينيس بونتيتش
دينيس بونتيتش (بالكرواتية: Denis Buntić) مواليد 13 نوفمبر 1982 في جمهورية البوسنة والهرسك الاشتراكية، جمهورية يوغوسلافيا الاشتراكية الاتحادية، هو لاعب كرة يد كرواتي يلعب كظهير أيمن. مثل منتخب كرواتيا لكرة اليد. شارك في دورة الألعاب الأولمبية الصيفية سنة 2012. حقق المركز الثاني في بطولة العالم لكرة اليد للرجال 2005.

## سجل المنافسة
شارك في البطولات التالية:
- بطولة أوروبا لكرة اليد للرجال 2012
- بطولة أوروبا لكرة اليد للرجال 2014
- الألعاب الأولمبية الصيفية 2012

## الإنجازات
- الدوري الكرواتي لكرة اليد (1): 2006-07
- الدوري السلوفيني لكرة اليد
  - الوصافة (1): 2007-08
- كأس إسبانيا لكرة اليد (1): 2009
- دوري أبطال أوروبا لكرة اليد
  - الفوز (1): 2015-16
  - الثالث 2012–13، دوري أبطال أوروبا لكرة اليد 2014–15

## روابط خارجية
- دينيس بونتيتش على موقع الاتحاد الأوروبي لكرة اليد (الإنجليزية)
- دينيس بونتيتش على موقع اللجنة الأولمبية الدولية (الإنجليزية)
- دينيس بونتيتش على موقع أوليمبيديا (الإنجليزية)